# Carbazocina
La carbazocina è un oppioide analgesico derivante dalla famiglia del benzomorfano. Non è mai stato commercializzato.